# المصرية للرمال السوداء
الشركة المصرية للرمال السوداء هي شركة مساهمة حكومية مصرية، تأسست الشركة المصرية للرمال السوداء بتاريخ 15/2/2016 تأسست الشركة برأس مال مُصدر قدره (500) مليون جنيه وتم زيادته ليصبح 4 مليارات جنيه بنسب مشاركة 61% لجهاز مشروعات الخدمة الوطنية، 15% لهيئة المواد النووية، و12% لبنك الاستثمار القومى، و10% لمحافظة كفر الشيخ، و2% للشركة المصرية للثروات التعدينية. وتعمل تركيز وفصل المعادن الاقتصادية المتواجدة في خام الرمال السوداء الشاطئية ورواسب الوديان وذالك بالتعاون مع الخبرة الدولية ونقل وتوطين التقنيات المتطورة. وإعداد وتجهيز المعادن الاقتصادية وعمل القيمة المضافة لتلك المعادن بغرض إستخدامها في الصناعات المحلية وبيع الفائض للسوق الخارجي.
يتمثل نشاط الشركة في العمليات التي تتعلق بتركيز وفصل المعادن وخاصة مصادر الرمال السوداء، عملية استخدام تكنولوجيا القيمة المضافة للمعادن الناتجة، البحوث والتطوير للمشاريع المتكاملة المتعلقة بتنجيم المعادن، التعاون الإقتصادى مع المؤسسات الفنية والصناعية المتعلقة بالمعادن الاقتصادية، المعادن الاقتصادية المحلية والتسويق العالمى، تقديم الاستشارات في مجال الهندسة المدنية والمشاريع المتعلقة بها.

## عملية التنجيم
تقع الكثبان الرملية للرمال السوداء بمحاذاة الساحل الشمالى لجمهورية مصر العربية وتبدأ من أبو قير حتى حدود رفح تطفو الكراكة على بركة صناعية وتستخدم نفاثات مياه لإسقاط الكثبان الرملية أمام البركة، وتقدر المساحة السطحية للبركة 5 آلاف متر مربع وتتطلب ما يصل إلى 45 ألف متر مكعب من المياه لملئها، سوف يتم حفر بركة تجريف الكثبان ثم يتم تركها لتمتلئ بالماء طبيعياً من المياه الجوفية المالحة، ويقتصر الوصول إلى بركة التجريف على العاملين المصرح لهم فقط بالعمل (طاقم الكراكة والطاقم الفنى)، سوف يتم تمرير المواد المجروفة خلال محطة تركيز عائمة رئيسية تعمل على فصل المعادن الثقيلة (3,4 %) من الرمال، وتتخلص من الباقي في شكل مخلفات للمنطقة الخلفية لبركة التجريف، تتقدم العملية بمقدار كيلومتر واحد سنوياً، ويتم ضخ المعادن الثقيلة المفصولة على هيئة خبث في المخزون الاحتياطي حيث يتم نقله إلى محطة فصل المعادن
نتيجة الاختلاف في محتوى ودرجة المعادن الثقيلة في الخام، يتم تشوين المعادن الاقتصاية المركزة بجوار مصنع الفصل لتوفير تغذية دائمة إلى محطة فصل المعادن، تتمثل وظيفة مصنع فصل المعادن في الآتى
- المنتجات الرئيسية: الإلمينيت، والروتيل والزركون
- والمنتجات الثانوية: المغنيتيت والجارنت والمونازيت من الشوائب المعدنية

وتتضمن المحطة الرطبة عمليات فصل مغناطيسية وفصل بالطرد المركزى، ويتم ضخ المعدن داخل المحطات الرطبة في صورة روبة ثم يتم تشوينه باستخدام جهاز تصفية المياه، ويتم استخدام اللوادر لتغذية المحطات الجافة بالمعادن التي يتم تجفيفها باستخدام أجهزة تجفيف تعمل بالغاز، ثم تتم عملية الفصل الجاف باستخدام المعدات التي تعمل بالكهرباء الإستاتيكية والمعدات المغناطيسية، ويتم نقل المعدن الجاف الناتج في المحطة باستخدام السيور الناقلة المغطاة

### موقع مشروع الشركة الحالى
- يقع مشروع الشركة في المرحلة الأولى بمنطقة كثبـان البرلــس غــرب مصــرف الغربيــة وبامتداد (16) كم على الشريط الساحلي وبعمق من 400 : 1000 متر (مساحة إجمالية 3500 فدان)، ومن مميزات موقع المشروع وقوعه في حزام الكثبان الرملية على شاطئ البحر بمحاذاة الطريق الدولي الساحلي، كذلك قربه من موانئ مجهزة لتصدير الخامات في دمياط والإسكندرية.
- تبدأ الشركة المصرية للرمال السوداء في إنتاج المعادن الاقتصادية من كثبان الرمال السوداء بالبرلس حوالى نهاية عام 2018
دراسة الجدوى الاقتصادية وموافقات الجهات الحكومية
- تم تنفيذ دراسة الجدوى الاقتصادية لمشروع البرلس بواسطة شركة التعدين الأسترالية (Mineral technology) وتشتمل دراسة الجدوى على الدراسات الفرعية الأخرى (دراسة فنية، دراسة اقتصادية، دراسة تسويقية، دراسة بيئية، إتزان الشاطئ...........) في 9 مجلدات
موافقات الجهات المعنية على المشروع
- تم موافقة الهيئة العامة للتنمية السياحية على المشروع بمحافظة كفر الشيخ بتاريخ 5/1/2016م.
- تم موافقة الهيئة العامة للتخطيط العمرانى على المشروع بمحافظة كفر الشيخ بتاريخ 24/1/2016م.
- تم موافقة الهيئة العامة للتنمية الصناعية على تنفيذ مشروع إستخلاص المعادن الثقيلة من الرمال السوداء بمحافظة كفر الشيخ بتاريخ 24/3/2016م.
- تم موافقة اللجنة العليا لحماية الشواطئ من حيث المبدأ على تنفيذ المشروع مع إستكمال باقى الموافقات من جهات الاختصاص يوم الأربعاء الموافق 16/7/2016م.
- تم موافقة وزارة الكهرباء والطاقة المتجددة على إعادة تخصيص ولاية أرض تنفيذ المشروع إلى الشركة المصرية للرمال السوداء بتاريخ 9/2/2016م.
- تم تسليم ملف تقييم الأثر البيئى لجهاز شئون البيئة في 9/3/2016 وتم الرد على الإستفسارات والملاحظات وإعادة تقديمها في 29/6/2016 وجارى الحصول على الموافقة.

## وصلات خارجية
- الموقع الرسمي للشركة.